# Roderic Tello
Roderic Tello va ser arquebisbe de Tarragona entre els anys 1288 i 1308.
L'any 1305, Roderic Tello es va fer el càrrec del pagament del penúltim tram de la nau central de la Catedral basílica de Tarragona. La catedral va ser consagrada el juny de 1331 per part d'un altre arquebisbe, Joan d'Aragó i d'Anjou, que era fill del rei Jaume el Just.
Roderic Tello també va fundar la comensalia de sant Agustí, que era un patronat de l'arquebisbe, i rebia dos mil sous de tern sobre els drets que percebia la Mitra del molí del Port i la granja de Doldellops.
Aquest arquebisbe va posar pau en el conflicte que van mantenir, l'any 1307, Guillema de Montcada, vídua de l'Infant Pere i el paborde de Tarragona pels seus drets en els territoris de les Muntanyes de Prades i el senyoriu d'Alcover i les viles de Montroig del Camp i de Cambrils. Roderic Tello els va convocar a Tarragona el dia 20 de febrer de 1307, com consta textualment, per posposar:
"los desafius contenguts en la lletra y menaces de penyorar, ho revoque (Guillema de Montcada) y no procehesca en les dites coses".